# Señora Hungaria

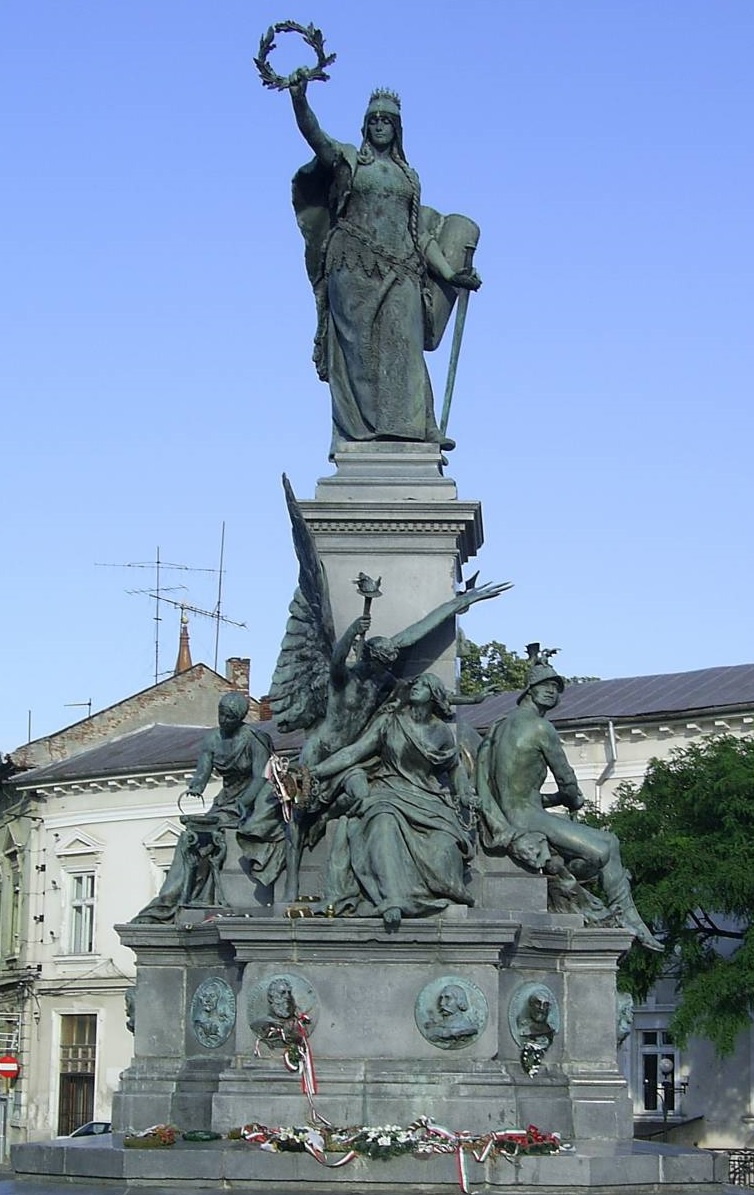
Señora Hungaria en el monumento de Arad.

Hungaria es  el símbolo nacional y la personificación nacional de Hungría. Señora Hungaria está representada en muchos lugares de Hungría tanto dentro de sus fronteras como fuera de ellas. Simboliza la libertad de Hungría.

## Historia
Décadas después de la fallida guerra por la independencia de 1848 los Habsburgo se volvieron absolutistas. En los años 1860, muchos monumentos fueron levantados para conmemorar la libertad perdida. Una de estas representaciones fue Señora Hungaria. Se la suele representar como una mujer con casco o con la corona de san Esteban sobre su cabeza, y una espada y escudo en sus manos. En Arad (Rumania) donde fueron ejecutadas 13 personas que lucharon por la independencia se levantó un gran monumento en 1889 donde la figura central de esta escultura es Hungaria. Tras el Tratado de Trianón y la pérdida de vidas tras la Primera Guerra Mundial, la diosa se convirtió en un símbolo de esperanza para el futuro de Hungría.